# Comitatul Ida-Viru
Ida-Viru este unul din cele 15 comitate din Estonia. Reședința sa este orașul Jõhvi.

## Orașe
- Jõhvi
- Kiviõli
- Kohtla-Järve
- Narva
- Narva-Jõesuu
- Püssi
- Sillamäe

## Comune
- Alajõe
- Aseri
- Avinurme
- Iisaku
- Illuka
- Jõhvi
- Kohtla
- Kohtla-Nõmme
- Lohusuu
- Lüganuse
- Maidla
- Mäetaguse
- Sonda
- Toila
- Tudulinna
- Vaivara